# Steinauer
Steinauer és una població dels Estats Units a l'estat de Nebraska. Segons el cens del 2000 tenia 74 habitants.

## Demografia
Segons el cens del 2000, Steinauer tenia 74 habitants, 37 habitatges, i 21 famílies. La densitat de població era de 204,1 habitants per km².
Dels 37 habitatges en un 21,6% hi vivien nens de menys de 18 anys, en un 51,4% hi vivien parelles casades, en un 2,7% dones solteres, i en un 43,2% no eren unitats familiars. En el 40,5% dels habitatges hi vivien persones soles el 16,2% de les quals corresponia a persones de 65 anys o més que vivien soles. El nombre mitjà de persones vivint en cada habitatge era de 2 i el nombre mitjà de persones que vivien en cada família era de 2,71.
Per edats la població es repartia de la següent manera: un 20,3% tenia menys de 18 anys, un 4,1% entre 18 i 24, un 20,3% entre 25 i 44, un 35,1% de 45 a 60 i un 20,3% 65 anys o més.
L'edat mediana era de 48 anys. Per cada 100 dones de 18 o més anys hi havia 103,4 homes.
La renda mediana per habitatge era de 27.500 $ i la renda mediana per família de 38.750 $. Els homes tenien una renda mediana de 21.667 $ mentre que les dones 18.125 $. La renda per capita de la població era de 15.378 $. Aproximadament el 8,7% de les famílies i el 4,9% de la població estaven per davall del llindar de pobresa.

## Poblacions més properes
El següent diagrama mostra les poblacions més properes.